# Шахтна гробниця

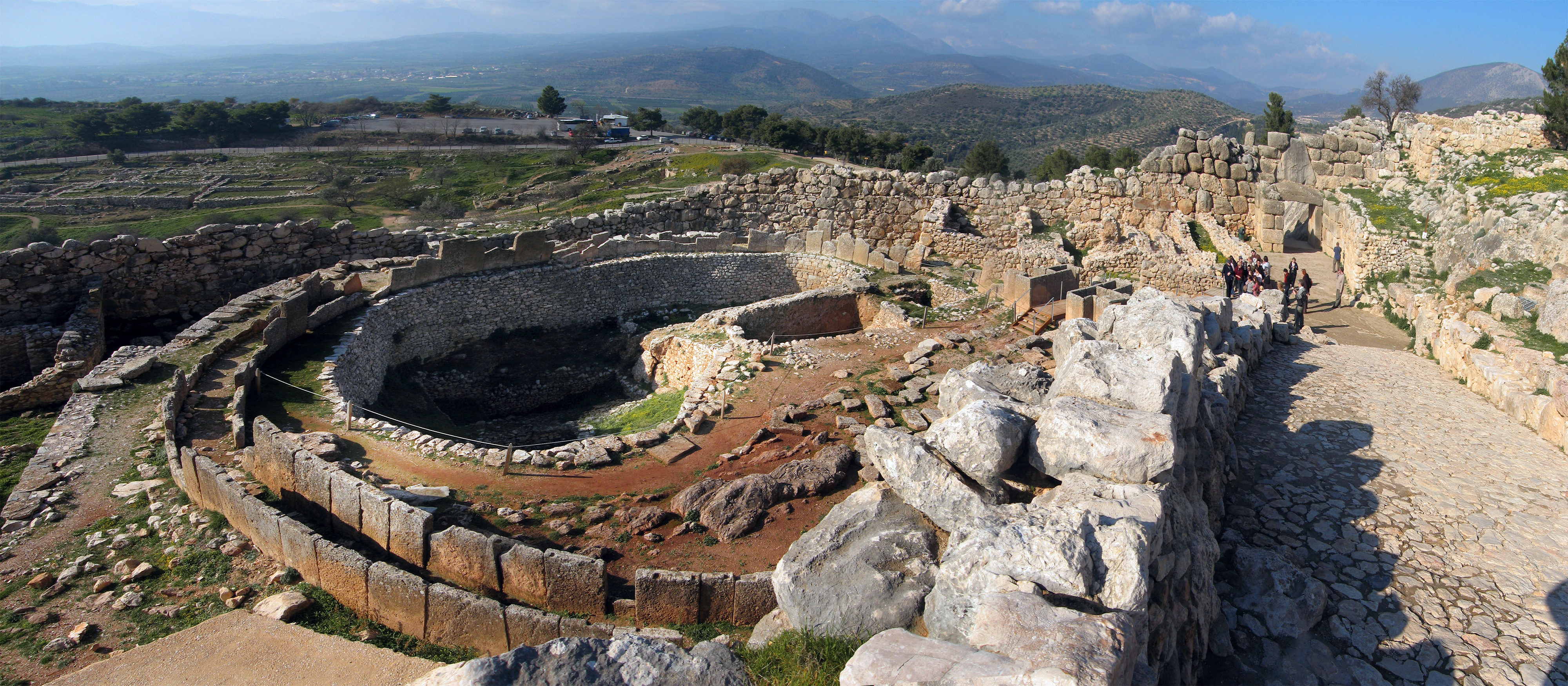
Мікенські шахтові гробниці у, XVI століття до н. е. в Арголіді, Греція, місце відпочинку мікенських правлячих сімей

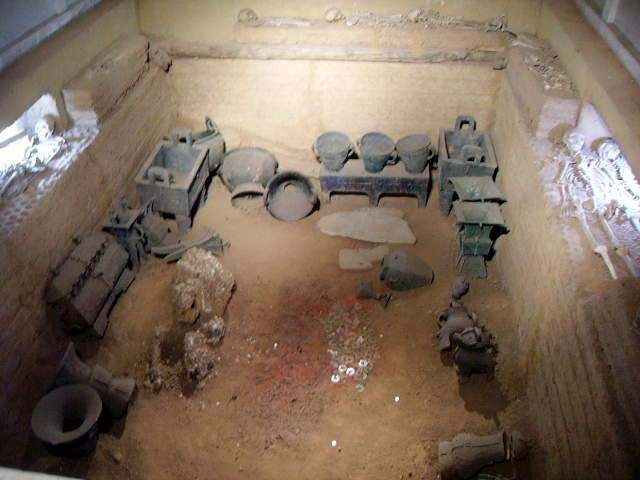
в Аньяні, провінція Хенань, Китай, 1200 р. до н. е. династії Шан. Гробниця належить Фу Хао, дружині китайського правителя У Діна

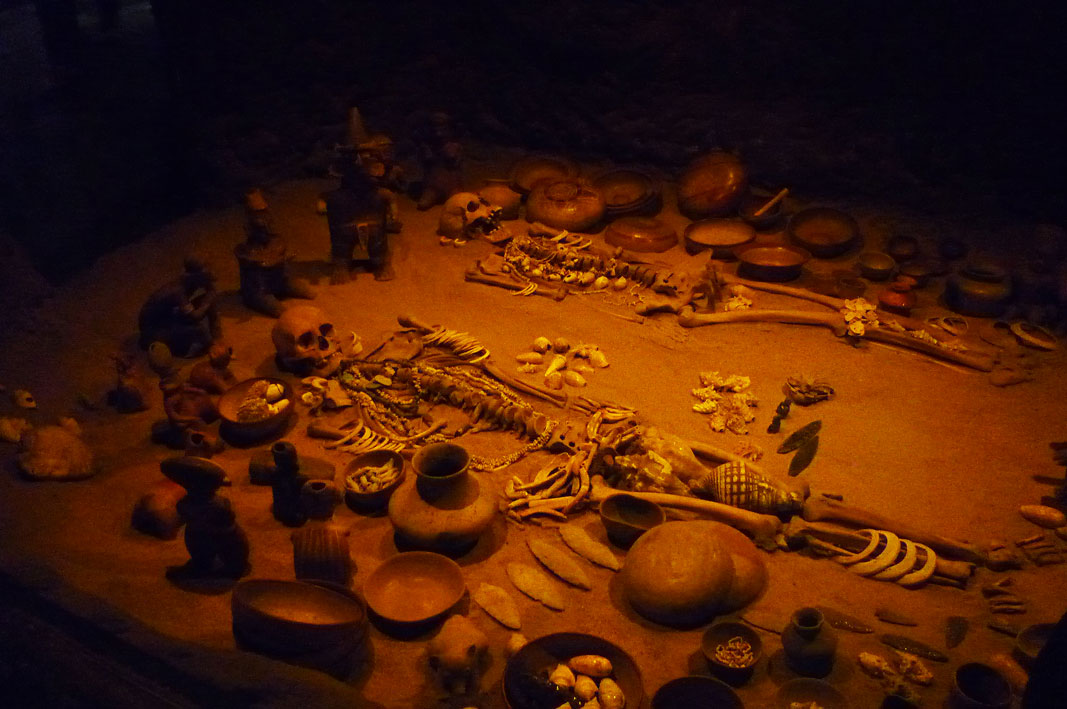
Експозиція, 300 р. до н. е. — 400 р. н. е. в Національному музеї антропології та історії, Мексика

Шахтна гробниця або шахтова могила — тип глибоких прямокутних поховальних споруд, подібних за формою, але набагато глибших за кам'яні ящики, стіни яких виконані бутовою кладкою, а дах — дерев'яними дошками, також зазвичай у таких гробницях підлога засипана галькою.

## Використання
Використання шахтових гробниць було широко розповсюдженим явищем з яскравими прикладами, знайденими в Мікенській Греції; у бронзовій епосі Китаю; і в мезоамериканській Західній Мексиці.

### Мікенська цивілізація
Мікенські шахтові могили з'явилися та розвинулися із зачаткових середньоелладських кам'яних ящиків, тумулусів та толосів-гробниць з належними ранній бронзі егейськими рисами материкової частини Греції XVI століття до н. е.. Середньоелладські поховання в кінцевому підсумку послужили основою для королівських шахтових могил з похоронним інвентарем, вказуючи на велич корінної грекомовної королівської династії, яка за рахунок морської торгівлі мала велику економічну силу.
Глибина мікенських шахтних гробниць становила від 1 до 4 метрів із зведенням над ними кургану та встановлення стел. Археологічні приклади включають Могильне коло A і Могильне коло B.

### Китай бронзової доби
Шахтові могили використовували еліти з династії Шан (династії Інь) під час бронзового віку 1200 р. До н. Е. На півночі Китаю.

### Мезоамериканеська Західна Мексика
Західномексиканська традиція шахтових могил належить до набору взаємопов'язаних культурних рис, виявлених у сучасних західних мексиканських штатах Халіско, Наярит і на півдні Коліми, датується періодом приблизно між 300 р. до н.е. та 400 роком нашої ери. Прикладом традиції шахтових могил є археологічні розкопки Ла Кампана культури Капачі та наступних культур.

### Цитати
1. ↑  Pedley, 2011, с. 86.
2. 1 2  Kipfer, 2000.
3. ↑  Dickinson, 1999, с. 103, 106—107.
4. ↑  Dickinson, 1977, с. 53, 107; Dickinson, 1999, с. 97—107; Anthony, 2007.
5. ↑  Komita, 1982, с. 59—60.